# Atoconeura eudoxia
Atoconeura eudoxia – gatunek ważki z rodziny ważkowatych (Libellulidae). Występuje w Afryce Subsaharyjskiej; potwierdzone stwierdzenia pochodzą z Burundi, Rwandy, Ugandy i zachodniej Kenii.